# Peter Rodrigues
Peter Joseph Rodrigues (Cardiff, 21 gennaio 1944) è un ex calciatore gallese, di ruolo difensore.

## Carriera

### Cardiff City
Nato a Cardiff, Rodrigues iniziò a frequentare scuole locali prima di dedicarsi a pieno alla sua attività da calciatore. Successivamente venne selezionato dai Cardiff Schoolboys e dai Welsh Schoolboys prima di firmare il primo contratto da professionista con il Cardiff City nel maggio del 1961. Ad un certo punto della sua esperienza, il giocatore fu propenso ad accettare un'offerta di £ 500 da parte del Newport County, ma prontamente la società provvide a rifiutarla. Fece il proprio debutto con il club gallese nel settembre del 1963 in una gara pareggiata per 3-3 contro il Sunderland, divenendo da lì in poi una presenza fissa nell'undici titolare.

### Leicester City e Sheffield Wednesday
Nel dicembre del 1965 venne acquistato a titolo definitivo dal Leicester City per ricoprire il ruolo di terzino destro, spendendo la modica cifra di £ 42.500. Il giocatore venne descritto come un buon terzino che eccelleva soprattutto nei contrasti in scivolata. Rodrigues collezionò 139 presenze mettendo a segno 6 reti in campionato, disputando inoltre da titolare la finale di FA Cup 1968-1969 persa contro il Manchester City.
Nell'ottobre del 1970 venne ingaggiato dallo Sheffield Wednesday. In cinque anni di militanza alle Blades collezionò in totale 162 presenze in campionato. Alla fine della stagione 1974-1975 il suo contratto non venne rinnovato e il giocatore rimase svincolato.

### Southampton
Nell'estate del 1975 venne acquistato a titolo gratuito dal Southampton. Il difensore gallese venne acquistato da Lawrie McMenemy come sostituto di Steve Mills, che rimase ferito in un incidente stradale venendo costretto a rimanere fuori dal campo per un lungo periodo di tempo. La sua prima stagione con la maglia del club fu segnata principalmente dalla vittoria dell'FA Cup 1975-1976. Rodrigues è stato l'ultimo capitano di un club inglese a ricevere la coppa dalla Regina Elisabetta II. Tuttavia, si vide costretto a lasciare le attività agonistiche per via dei continui infortuni al ginocchio.

### Nazionale
Ha totalizzato 40 presenze per la Nazionale gallese tra il 1965 e il 1973.

## Dopo il ritiro
Dopo essersi ritirato dalle attività calcistiche Rodrigues è diventato il proprietario del pub "King Rufus" situato ad Eling. Nel 1987 fece ritorno in Galles per rilevare un altro pub e per aprire una scuola calcio a Tenby.
Successivamente tornò a Southampton per dirigere il Conservative Club, dove rimase per otto anni fino alla morte di sua moglie Lin. Nel 2002 si trasferì ad Alicante, in Spagna, ma dopo essersi risposato decise di ritornare a Southampton dove trovò un lavoro come autista.
Nell'ottobre 2004, la figlia maggiore di Rodrigues mise all'asta la medaglia del vincitore dell'FA Cup a sua insaputa. La medaglia fu venduta ad un prezzo di £ 10.200 e inizialmente si pensò che fosse stata acquistata da uno sconosciuto, ma successivamente venne annunciato che la medaglia era stata acquistata dal 
Southampton.

## Statistiche

### Cronologia presenze e reti in nazionale
| Cronologia completa delle presenze e delle reti in nazionale ― Galles | Cronologia completa delle presenze e delle reti in nazionale ― Galles | Cronologia completa delle presenze e delle reti in nazionale ― Galles | Cronologia completa delle presenze e delle reti in nazionale ― Galles | Cronologia completa delle presenze e delle reti in nazionale ― Galles | Cronologia completa delle presenze e delle reti in nazionale ― Galles | Cronologia completa delle presenze e delle reti in nazionale ― Galles | Cronologia completa delle presenze e delle reti in nazionale ― Galles |
| Data                                                                  | Città                                                                 | In casa                                                               | Risultato                                                             | Ospiti                                                                | Competizione                                                          | Reti                                                                  | Note                                                                  |
| --------------------------------------------------------------------- | --------------------------------------------------------------------- | --------------------------------------------------------------------- | --------------------------------------------------------------------- | --------------------------------------------------------------------- | --------------------------------------------------------------------- | --------------------------------------------------------------------- | --------------------------------------------------------------------- |
| 9-12-1964                                                             | Atene                                                                 | Grecia                                                                | 2 – 0                                                                 | Galles                                                                | Qual. Mondiali 1966                                                   | -                                                                     |                                                                       |
| 17-3-1965                                                             | Cardiff                                                               | Galles                                                                | 4 – 1                                                                 | Grecia                                                                | Qual. Mondiali 1966                                                   | -                                                                     |                                                                       |
| 31-3-1965                                                             | Belfast                                                               | Irlanda del Nord                                                      | 0 – 5                                                                 | Galles                                                                | Torneo Interbritannico 1965                                           | -                                                                     |                                                                       |
| 2-10-1965                                                             | Cardiff                                                               | Galles                                                                | 0 – 0                                                                 | Inghilterra                                                           | Torneo Interbritannico 1965                                           | -                                                                     |                                                                       |
| 27-10-1965                                                            | Cardiff                                                               | Galles                                                                | 2 – 1                                                                 | Unione Sovietica                                                      | Qual. Mondiali 1966                                                   | -                                                                     |                                                                       |
| 24-11-1966                                                            | Glasgow                                                               | Scozia                                                                | 4 – 1                                                                 | Galles                                                                | Torneo Interbritannico 1966                                           | -                                                                     |                                                                       |
| 1-12-1965                                                             | Cardiff                                                               | Galles                                                                | 4 – 2                                                                 | Danimarca                                                             | Qual. Mondiali 1966                                                   | -                                                                     |                                                                       |
| 30-3-1966                                                             | Cardiff                                                               | Galles                                                                | 1 – 4                                                                 | Irlanda del Nord                                                      | Torneo Interbritannico 1966                                           | -                                                                     |                                                                       |
| 14-5-1966                                                             | Rio de Janeiro                                                        | Brasile                                                               | 3 – 1                                                                 | Galles                                                                | Amichevole                                                            | -                                                                     |                                                                       |
| 18-5-1966                                                             | Belo Horizonte                                                        | Brasile                                                               | 1 – 0                                                                 | Galles                                                                | Amichevole                                                            | -                                                                     |                                                                       |
| 22-5-1966                                                             | Ñuñoa                                                                 | Cile                                                                  | 2 – 0                                                                 | Francia                                                               | Amichevole                                                            | -                                                                     |                                                                       |
| 22-10-1966                                                            | Cardiff                                                               | Galles                                                                | 1 – 1                                                                 | Scozia                                                                | Qual. Euro 1968                                                       | -                                                                     |                                                                       |
| 21-10-1967                                                            | Cardiff                                                               | Galles                                                                | 0 – 3                                                                 | Inghilterra                                                           | Qual. Euro 1968                                                       | -                                                                     |                                                                       |
| 22-11-1967                                                            | Glasgow                                                               | Scozia                                                                | 3 – 2                                                                 | Galles                                                                | Qual. Euro 1968                                                       | -                                                                     |                                                                       |
| 28-2-1968                                                             | Cardiff                                                               | Galles                                                                | 2 – 0                                                                 | Irlanda del Nord                                                      | Qual. Euro 1968                                                       | -                                                                     |                                                                       |
| 16-4-1969                                                             | Dresda                                                                | Germania Est                                                          | 2 – 1                                                                 | Galles                                                                | Qual. Mondiali 1970                                                   | -                                                                     |                                                                       |
| 7-5-1969                                                              | Londra                                                                | Inghilterra                                                           | 2 – 1                                                                 | Galles                                                                | Torneo Interbritannico 1969                                           | -                                                                     |                                                                       |
| 10-5-1969                                                             | Londra                                                                | Inghilterra                                                           | 2 – 1                                                                 | Galles                                                                | Torneo Interbritannico 1969                                           | -                                                                     | Uscita                                                                |
| 28-7-1969                                                             | Cardiff                                                               | Galles                                                                | 0 – 1                                                                 | Regno Unito                                                           | Amichevole                                                            | -                                                                     | [ 11 ]                                                                |
| 22-10-1969                                                            | Cardiff                                                               | Galles                                                                | 1 – 3                                                                 | Germania Est                                                          | Qual. Mondiali 1970                                                   | -                                                                     |                                                                       |
| 18-4-1970                                                             | Cardiff                                                               | Galles                                                                | 1 – 1                                                                 | Inghilterra                                                           | Torneo Interbritannico 1970                                           | -                                                                     |                                                                       |
| 22-4-1970                                                             | Glasgow                                                               | Scozia                                                                | 0 – 0                                                                 | Galles                                                                | Torneo Interbritannico 1970                                           | -                                                                     |                                                                       |
| 25-4-1970                                                             | Cardiff                                                               | Galles                                                                | 2 – 1                                                                 | Irlanda del Nord                                                      | Torneo Interbritannico 1970                                           | -                                                                     |                                                                       |
| 11-11-1970                                                            | Cardiff                                                               | Galles                                                                | 0 – 0                                                                 | Romania                                                               | Qual. Euro 1972                                                       | -                                                                     |                                                                       |
| 21-4-1971                                                             | Cardiff                                                               | Galles                                                                | 1 – 3                                                                 | Cecoslovacchia                                                        | Qual. Euro 1972                                                       | -                                                                     |                                                                       |
| 15-5-1971                                                             | Wrexham                                                               | Galles                                                                | 2 – 1                                                                 | Scozia                                                                | Torneo Interbritannico 1971                                           | -                                                                     |                                                                       |
| 19-5-1971                                                             | Londra                                                                | Inghilterra                                                           | 0 – 0                                                                 | Galles                                                                | Torneo Interbritannico 1971                                           | -                                                                     |                                                                       |
| 22-5-1971                                                             | Belfast                                                               | Irlanda del Nord                                                      | 1 – 0                                                                 | Galles                                                                | Torneo Interbritannico 1971                                           | -                                                                     | Ammonizione                                                           |
| 13-10-1971                                                            | Swansea                                                               | Galles                                                                | 3 – 0                                                                 | Finlandia                                                             | Qual. Euro 1972                                                       | -                                                                     |                                                                       |
| 27-10-1971                                                            | Praga                                                                 | Cecoslovacchia                                                        | 1 – 0                                                                 | Galles                                                                | Qual. Euro 1972                                                       | -                                                                     |                                                                       |
| 24-11-1971                                                            | Bucarest                                                              | Romania                                                               | 2 – 0                                                                 | Galles                                                                | Qual. Euro 1972                                                       | -                                                                     |                                                                       |
| 20-5-1972                                                             | Cardiff                                                               | Galles                                                                | 0 – 3                                                                 | Inghilterra                                                           | Torneo Interbritannico 1972                                           | -                                                                     |                                                                       |
| 27-5-1972                                                             | Cardiff                                                               | Galles                                                                | 0 – 0                                                                 | Irlanda del Nord                                                      | Torneo Interbritannico 1972                                           | -                                                                     | Ingresso                                                              |
| 15-11-1972                                                            | Cardiff                                                               | Galles                                                                | 0 – 1                                                                 | Inghilterra                                                           | Qual. Mondiali 1974                                                   | -                                                                     | 60’                                                                   |
| 24-1-1973                                                             | Londra                                                                | Inghilterra                                                           | 1 – 1                                                                 | Galles                                                                | Qual. Mondiali 1974                                                   | -                                                                     |                                                                       |
| 28-5-1973                                                             | Cardiff                                                               | Galles                                                                | 2 – 0                                                                 | Polonia                                                               | Qual. Mondiali 1974                                                   | -                                                                     |                                                                       |
| 12-5-1973                                                             | Wrexham                                                               | Galles                                                                | 0 – 2                                                                 | Scozia                                                                | Torneo Interbritannico 1973                                           | -                                                                     |                                                                       |
| 15-5-1973                                                             | Londra                                                                | Inghilterra                                                           | 3 – 0                                                                 | Galles                                                                | Torneo Interbritannico 1973                                           | -                                                                     |                                                                       |
| 19-5-1973                                                             | Liverpool                                                             | Irlanda del Nord                                                      | 1 – 0                                                                 | Galles                                                                | Torneo Interbritannico 1973                                           | -                                                                     |                                                                       |
| 26-9-1973                                                             | Chorzów                                                               | Polonia                                                               | 3 – 0                                                                 | Galles                                                                | Qual. Mondiali 1974                                                   | -                                                                     |                                                                       |
| Totale                                                                |                                                                       | Presenze                                                              | 40                                                                    |                                                                       | Reti                                                                  | 0                                                                     |                                                                       |

## Palmarès

### Competizioni nazionali
- Coppa d'Inghilterra: 1

Southampton: 1975-1976